# Jelly Belly

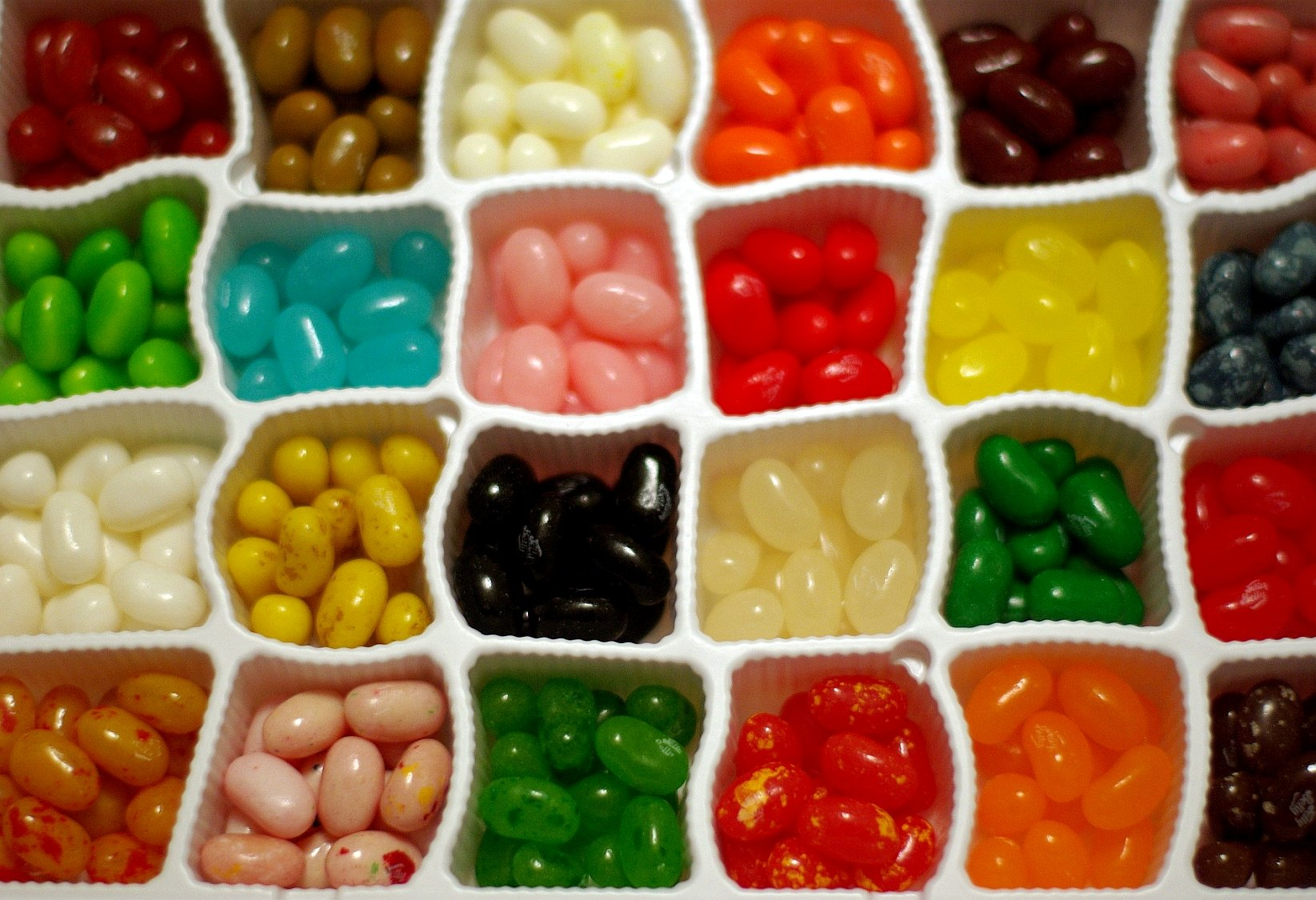
Balení všech 50 příchutí

Jelly Belly jsou želatinové fazolky vyráběné ve Spojených státech, konkrétně ve Fairfieldu v Kalifornii. Ročně se zde vyprodukuje více než 15 milionů tun této cukrovinky.
Tyto fazolky se hodně proslavily i hodně díky Youtube.

## Produkty
Jelly Belly nabízí 50 standardních příchutí, různé tematické mixy, lízátka, dále pak sušené maso či divoké mixy pro všechny odvážlivce – Jelly Belly Bean Boozled.

### Základní příchutě

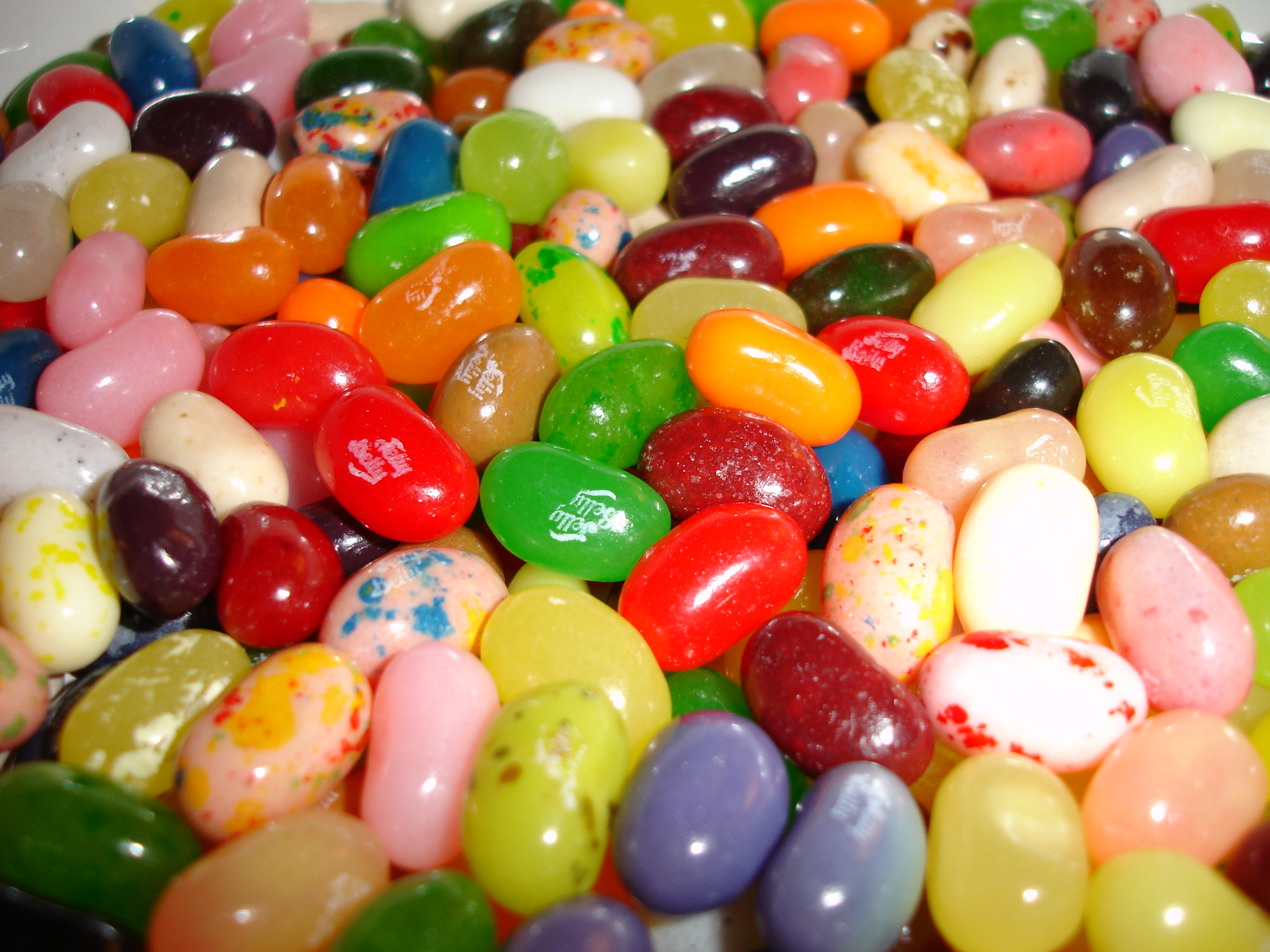
Směs Jelly Belly.

- Borůvka
- Žvýkačka
- Máslový popcorn
- Café Latte
- Cukrová vata
- Žlutý meloun
- Capuccino
- Karamelový popcorn
- Cherry Cola
- Čokoládový puding
- Prskající skořice
- Kokos
- Cream Soda
- Ananas
- Zelené jablko
- Šťavnatá hruška
- Kiwi
- Citron
- Limetka
- Lékořice
- Mango
- Margarita
- Pomeranč
- Pomerančový sorbet
- Broskev
- Piňa Colada
- Růžový grapefruit
- Švestka
- Malina
- Červené jablko
- Jahodový cheesecake
- Jahodové daiquiri
- Mandarinka
- Opečený mashmallow
- Banán
- Tutti-Frutti
- Vanilka
- Very Cherry
- Meloun
- Donut
- Zmrzlina

### Mixy
- Sours
- Smoothie Blend
- Ice Cream
- Tropical Mix
- Cocktail
- Jewel Mix
- American Classic
- Assorted
- Donut Shoppe
- Citrus Mix
- Fruit Mix
- Batman Mix

### Jelly Belly Bean Boozled
Jedná se o originální mix pro zlobivé děti nebo prostě jen zvídavé lidi, kteří se nebojí vyzkoušet různé podivné příchutě. Nikdy předem nezjistíte, zda fazolka, kterou jste si vytáhli, je chutný máslový popcorn nebo zkažené vajíčko, či jestli je roztomilá oranžová fazolka šťavnatá broskev nebo zvratky. Balení jsou dostupná také v party verzi, kterou si můžete vyzkoušet se svými přáteli či nepřáteli.
Jelly Belly Bean Boozled Fiery Five
Roztočte ruletku a uvidíte, jakou pálivou příchuť vám vybere. Pak už stačí fazolku jenom sníst.